# Carlos Alberto de Barros Franco
Carlos Alberto de Barros Franco (Río de Janeiro, 19 de mayo de 1946) es médico y profesor, especializado en Neumología. Graduado en 1971.

## Trayectoria  profesional

### Graduación
El interés por la medicina probablemente nació en Barros Franco gracias a la influencia de su tío, el Almirante Barros Barreto. No obstante, su vocación tomó cuerpo cuando aprobó por concurso su entrada en la Facultad de Medicina de la Universidad Federal de Río de Janeiro, denominada en ese entonces, Universidad de Brasil, donde inició sus estudios al año siguiente.
Además de trabajar como monitor de fisiología, mientras cursaba la carrera universitaria también obtuvo por concurso una pasantía en el Unidad de Cuidados Intensivos del Hospital Federal de Andaraí, donde trabajó como pasante en 1970. 
En el sexto año del curso de medicina, obtuvo su residencia en clínica médica en la  1ª. Clínica Médica de la Facultad de Medicina de la UFRJ bajo el liderazgo del médico Clementino Fraga Filho.

### Trayectoria
Desde su graduación en 1971 se entrenó como residente en Neumología en la 1ª Clínica Médica de la UFRJ y en el Servicio de Neumología del Hospital Estadual de IASERJ.
En 1972 obtuvo una beca como investigador del Consejo de Enseñanza para Graduados de la Universidad Federal de Río de Janeiro, y en 1974 actuó como investigador becado del Consejo Nacional de Investigaciones (CNPq).
Ese mismo año aprobó el concurso del Education Council for Medical Students para el curso de competencia en inglés, requisito indispensable para realizar el entrenamiento médico en los Estados Unidos de América.
A lo largo de su trayectoria, Barros Franco fue médico visitante en algunos hospitales del exterior, con especial actuación en Neumología Clínica, Cáncer de Pulmón y Broncoscopia Intervencionista, entre otros: Hospital Monte Sinaí, Nueva York (EE. UU.); Hospital Toronto General (Toronto, Canadá); Los Angeles County Hospital (Los Ángeles, EE. UU.); MD Anderson Hospital (Houston, EE. UU.); y el centro de Láser del Hospital Español de Buenos Aires (Argentina).
En 1975 fue contratado por la Universidad de Medicina de la UFRJ como Profesor Auxiliar de Clínica Médica, donde fue instituido como Profesor Asistente en 1985 después de aprobar un concurso público. 
Electo en 1987 Miembro de la Asociación Internacional para el Estudio de Cáncer de Pulmón (ASSLC), al año siguiente se tornó Miembro Efectivo de la American Thoracic Society (ATS) y, el 25 de octubre de 1993 fue nombrado Fellow of the International Academy of Chest Physicians and Surgeons of the American College of Chest Physicians.
Desde ese entonces, dedicó la mayor parte de su carrera a la docencia en la Facultad de Medicina de la UFRJ (Servicio de Neumología del Hospital Universitario Clementino Fraga Filho - HU - UFRJ), y a las actividades desempeñadas en la clínica particular denominada Clínica Barros Franco - Consultoría en el Aparato Respiratorio.
Conjuntamente con algunos amigos, en 1981 fundó la Clínica Barros Franco en respuesta a la voluntad de estructurar un servicio en Río de Janeiro, que contase con toda la estructura necesaria para diagnosticar y tratar las enfermedades pulmonares.
Entre sus funciones en el HU - UFRJ, sobresalen las de Coordinador de Residencia Médica en Neumología; Jefe de Clínica del Servicio de Neumología; Jefe del Servicio de Neumología; y Responsable por la Disciplina de Neumología de la Facultad de Medicina de UFRJ.
Concomitantemente con las supra mencionadas funciones, ejerció también los siguientes cargos: Presidente de la Comisión del Control de Tabaquismo de HU - UFRJ, Coordinador General del Grupo de Oncología de Pulmón de HU - UFRJ, Director del Núcleo de Estudios y Tratamiento de Tabaquismo de UFRJ (NETT) y Director de Salud del instituto de las Enfermedades del Tórax de UFRJ.
En 2000 fue nombrado Miembro Titular de la Academia Nacional de Medicina y asumió la silla número 59, ocupada anteriormente por el Profesor Newton Bethlem.
En ese período, Barros Franco ya había asumido, en su fuero interno,  un nuevo objetivo profesional: asociar el trabajo de excelencia ejecutado en la Clínica Barros Franco al entrenamiento médico personalizado y de  excelencia, una coalición que permitiría establecer contacto más estrecho con los doctores que entrenase, lo que difícilmente podría lograr en una institución pública como la UFRJ.
En 2002, aceptó el desafío de participar en el concurso para Profesor Titular de Neumología de la Escuela Médica de Posgrado de la Pontificia Universidad Católica de Río de Janeiro (PUC-Rio), en el cual obtuvo la máxima clasificación de todos los examinadores. Poco tiempo después, en 2006, ante la dificultad de dedicarse apropiadamente a la UFRJ y a la PUC, decidió jubilarse de la Universidad Federal, cerrando un gran ciclo de su carrera.

### Vínculos profesionales
En 2007, Barros Franco fue nombrado Jefe del Servicio de Neumología, Endoscopía Respiratoria y Disturbios del Sueño de la Casa de Saúde São José, un hospital particular de Río de Janeiro, con aproximadamente 300 camas, y debidamente acreditado por su excelencia.
En la PUC - RJ, el especialista coordina el Curso de Especialización en Neumología, acreditado por la Sociedad Brasileña de Neumología y la Asociación Médica Brasileña (AMB), y los cursos de perfeccionamiento en: Neumología y Endoscopía Respiratoria, Oncología Pulmonar, Medicina del Sueño y Tabaquismo administrando, en este último caso, ese grave problema que sufre la salud pública. Además, ese curso cuenta con un foro de debate en línea.
Ocupa también el cargo de Director Médico de la Clínica Barros Franco - Consultoría en Aparato Respiratorio, una de las clínicas de Neumología más conceptuadas en Río de Janeiro. Desde su fundación en 1981 hasta la fecha, la iniciativa amplió su esfera de actuación, adicionando nuevas tecnologías a su cartera, a medida que aparecían en el mercado. 

## Títulos y cargos
- Profesor Titular de Neumología de la Facultad de Medicina del Curso de Posgrado de PUC - RJ;
- Miembro Titular de la Academia Nacional de Medicina;
- Maestro en Neumología y Tisiología,  Universidad Federal de Río de Janeiro;
- Especialista en Neumología y Tisiología,  Sociedad Brasilera de Neumología y Tisiología;
- Especialista en Endoscopía Respiratoria por la Sociedad Brasilera de Neumología y Tisiología y por la Sociedad Brasilera de Endoscopía Perioral;
- Jefe del Servicio de Neumología, Endoscopía Respiratoria y Disturbios del Sueño de la Casa de Saúde São José (Río de Janeiro);
- Director Médico de la Clínica Barros Franco - Consultoría en Aparato Respiratorio (Río de Janeiro);
- Miembro de la Cámara Técnica en Neumología y Cirugía de Tórax del Consejo Regional de Medicina de Río de Janeiro (CRM - RJ).

## Más informaciones

### Cargos anteriores
A lo largo de su carrera, Barros Franco ocupó importantes cargos médicos, entre ellos: Director Adjunto de Salud del Instituto de Enfermedades del Tórax de la UFRJ (2001 a 2003); Jefe del Servicio de Neumología del Hospital Clementino Fraga Filho de la UFRJ (1987 a 1989 / 1997 a 2001);  Director del Departamento de Endoscopía Respiratoria de la Asociación Latinoamericana de Tórax (ALAT) (1996 a 2000); Presidente de la Asociación Sudamericana de Broncología (1997 a 1999); Presidente del II Congreso Sudamericano de Broncología (1997); Presidente del Departamento de Endoscopía Respiratoria de la Sociedad Brasilera de Neumología y Tisiología (1992 a 1994); Presidente del I Congreso Brasilero de Respiración (1993); Presidente de la Sociedad de Neumología y Tisiología del Estado de Río de Janeiro (SOPTERJ) (1991 a 1993); Director Científico de la Sociedad Brasilera de Neumología y Tisiología  (SBPT) (1991 a 1992); Presidente del III Congreso de Neumología y Tisiología del Estado de Río de Janeiro (SOPTERJ) (1991).

### Áreas de interés
Aún  practicando intensamente el diagnóstico y tratamiento de las enfermedades respiratorias en general, sus principales áreas de interés son: Endoscopía Diagnóstica y Terapéutica; Diagnóstico y Tratamiento del Cáncer de pulmón; Infecciones Respiratorias, especialmente neumonías en UCI; Estudio sobre los problemas de Tabaquismo y su tratamiento; Tratamiento de los Disturbios respiratorios del sueño; Enseñanza de la Neumología a un gran número de ex estudiantes diseminados por todo Brasil, muchos de ellos ocupando altos cargos en dicha especialidad. 

### Producción científica
Publicó monografías para la Academia Nacional de Medicina – intituladas "Ventilación mecánica Domiciliaria Prolongada en Brasil - Un desafío" y "Diagnóstico de Neumología Asociada a la Ventilación Mecánica con Énfasis en la Etiología." Hasta diciembre de 2007, su producción científica contaba con: 7 obras presentadas en congresos internacionales; 102 obras presentadas en congresos nacionales; 20 conferencias,  simposios y debates internacionales; 418 conferencias, simposios y debates en Brasil; 60 participaciones en congresos como congresista; 3 publicaciones en revistas internacionales; 84 publicaciones en revistas brasileñas; 10 publicaciones en anales de congresos internacionales; 68 publicaciones en anales de congresos realizados en Brasil; 13 capítulos de libros y material de estudio; 6 teorías; y 3 monografías.

### Homenajes
Diploma de Honor por los relevantes servicios prestados al Hospital Universitario Clementino Fraga Filho (1998); Medalla Tiradentes concedida por la Asamblea Legislativa del Estado de Río de Janeiro (1999) por los relevantes servicios prestados al Estado de Río de Janeiro; Premio "Análisis Medicina 2008" por haber sido escogido uno de los "más admirados médicos dentro de su especialidad en Brasil" por la encuesta realizada por la revista ANÁLISE. 